# Kosovo na Zimních olympijských hrách 2018
Kosovo se účastnilo Zimních olympijských her 2018 v Pchjongčchangu v Jižní Koreji od 9. do 25. února 2018. Šlo o první účast Kosova na Olympijských hrách v historii. Reprezentoval ji pouze jediný sportovec – Albin Tahiri v alpském lyžování.

## Počty účastníků podle sportovních odvětví
Počet sportovců startujících v jednotlivých olympijských sportech:
| Sport           | Muži | Ženy | Celkem |
| --------------- | ---- | ---- | ------ |
| Alpské lyžování | 1    | 0    | 1      |
| Celkem          | 1    | 0    | 1      |

## Výsledky sportovců

### Alpské lyžování
Muži
| Závod            | Sportovci    | 1. kolo | 2. kolo | Celkem  | Ztráta | Pořadí |
| ---------------- | ------------ | ------- | ------- | ------- | ------ | ------ |
| Obří slalom      | Albin Tahiri |         |         |         |        |        |
| Slalom           | Albin Tahiri |         |         |         |        |        |
| Superkombinace   | Albin Tahiri | 1:23,84 | 59,56   | 2:23,40 | +16,88 | 37.    |
| Superobří slalom | Albin Tahiri |         |         | 1:32,74 | +8,30  | 47.    |